# Rodolfo Ceccaroni
Rodolfo Ceccaroni (Recanati, 1891 – Recanati, 1983) è stato un ceramista, scultore e pittore italiano.

## Biografia
Rodolfo Ceccaroni nacque a Recanati nel 1891. Grazie anche al sostegno dei familiari, appartenenti ad una famiglia nobiliare recanatese, Rodolfo compì gli studi alla Accademia di belle arti di Roma. Dopo l'Accademia si sposta prima a Grottaglie poi a Sesto Fiorentino dove lavorò in botteghe di artigiani ceramisti acquisendo questa disciplina che divenne per lui, il principale mezzo espressivo fin dal 1917. Nel 1919, tornato a Recanati, aprì una bottega d'arte ceramica nelle cantine del palazzo gentilizio di famiglia.
È del 1923 la sua partecipazione alla Mostra di Monza.
Nel 1936 espone alla IV Triennale di Milano.
Nel 1938 partecipa alla VI Mostra sindacale degli artisti marchigiani di Ancona del 1938.
Nel 1950 le sue opere vengono esposte alla Pinacoteca di Macerata assieme a quelle dell'amico Bruno da Osimo nella mostra dal titolo Mostra Personale di Bruno da Osimo con ceramiche di Rodolfo Ceccaroni.
Ceccaroni partecipò poi alle edizioni del Premio Deruta per la ceramica tenutesi tra gli anni '50 e gli anni '70 e che furono poi raccolte nella retrospettiva del 2005 dal titolo Premio Deruta 1954 1960 1963 1971, mentre fu del 1958 la partecipazione al Premio Marche. Biennale d'arte contemporanea.
Nel 1981 gli viene dedicata una mostra al Museo internazionale delle ceramiche in Faenza. Nello stesso anno l'artista donò 172 sue opere al comune di Recanati, che le espose prima nella Sala degli stemmi per poi ricollocarle nell'allora Pinacoteca civica nel 1983. Con il trasferimento della Pinacoteca dal Palazzo Comunale al Museo civico Villa Colloredo Mels, queste opere vennero tenute in magazzino per un lungo periodo e riesposte al pubblico solo dopo le proteste dei famigliari dell'artista, che minacciarono la decadenza dell'atto di donazione per mancata attuazione delle volontà del defunto. Nel 2012 queste opere furono esposta al pubblico nelle sale di Villa Colloredo Mels di Recanati in una Mostra temporanea.